# Garcinia brevipes
Garcinia brevipes är en tvåhjärtbladig växtart som beskrevs av Jean Baptiste Louis Pierre. Garcinia brevipes ingår i släktet Garcinia och familjen Clusiaceae. Inga underarter finns listade i Catalogue of Life.